# 음력 10월 15일
음력 10월 15일은 음력 10월의 15번째 날이다.

## 문화
- 1999년 - 서울 지하철 2호선 당산철교 구간(합정~당산)이 재개통함.
- 2000년 - 서해대교 개통.

## 탄생
- 1952년 - 대한민국의 기업인 권오현.
- 1968년 - 대한민국의 배우 이성민.

## 사망
- 1970년 - 대한민국의 노동운동가 전태일.

## 기념일, 연중행사
- 불교의 동안거 결제일

## 같이 보기
- 음력 360일: 1월 2월 3월 4월 5월 6월 7월 8월 9월 10월 11월 12월
- 전날:10월 14일 다음날:10월 16일 - 전달:9월 15일 다음달:11월 15일
- 양력:10월 15일
- 음력, 윤달